# Liste de films où apparaît le personnage de Jésus

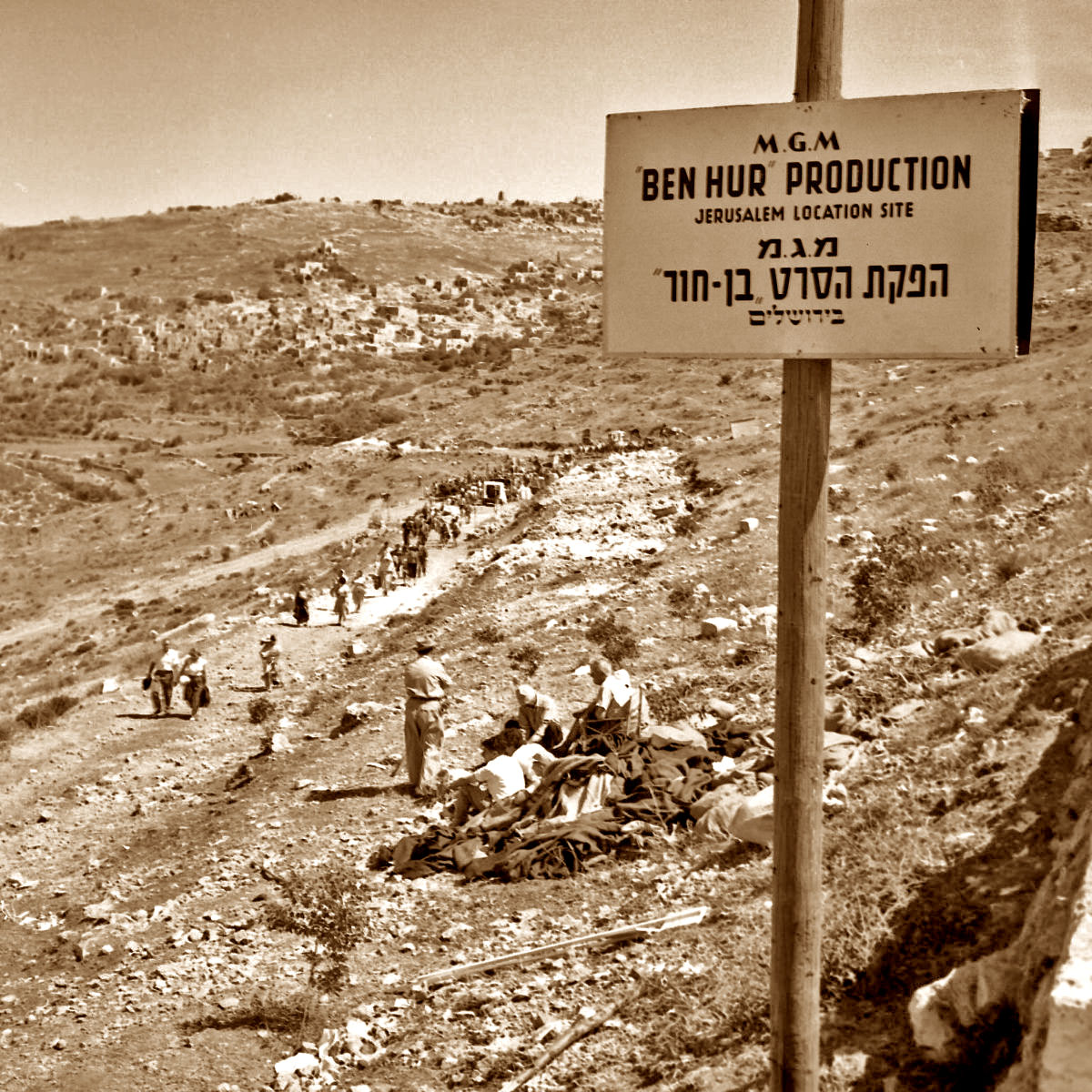
Image historique de Jérusalem, photographiée par Fritz Shlezinger,

Parmi les personnages historiques et bibliques, Jésus a souvent été représenté à l’écran.

## XIXesiècle
| Année | Titre                                | Réalisateur      | Rôle de Jésus  | Pays       |
| ----- | ------------------------------------ | ---------------- | -------------- | ---------- |
| 1898  | La Vie et la Passion de Jésus-Christ | Georges Hatot    | Bretteau       | France     |
| 1898  | The Passion Play of Oberammergau     | William C. Paley | Frank Russell  | États-Unis |
| 1899  | Le Christ marchant sur les flots     | Georges Méliès   | Georges Méliès | France     |

## XXesiècle
| Année | Titre                                                        | Réalisateur                       | Rôle de Jésus          | Pays                                   |
| ----- | ------------------------------------------------------------ | --------------------------------- | ---------------------- | -------------------------------------- |
| 1902  | La Vie et la Passion de Jésus-Christ en 18 tableaux          | Ferdinand Zecca et Lucien Nonguet |                        | France                                 |
| 1906  | La Naissance, la Vie et la Mort du Christ                    | Alice Guy et Victorin Jasset      | Édouard Grisollet      | France                                 |
| 1907  | Vie et Passion de notre seigneur Jésus-Christ en 43 tableaux | Ferdinand Zecca et Lucien Nonguet | Jacques Normand        | France                                 |
| 1909  | Le Baiser de Judas                                           | Armand Bour et André Calmettes    | Jean Mounet-Sully      | France                                 |
| 1912  | Le Pèlerin                                                   | Mario Caserini                    | Emilio Ghione          | Italie                                 |
| 1912  | De la crèche à la croix                                      | Sidney Olcott                     | Robert Henderson-Bland | États-Unis                             |
| 1912  | Hérodiade                                                    | Oreste Mentasti                   | Mario Roncoroni        | Italie                                 |
| 1913  | La Vie de Notre Seigneur Jésus-Christ                        | André-Maurice Maître              |                        | France                                 |
| 1914  | Le Dernier Dîner                                             | Lorimer Johnston                  | Sydney Ayres           | États-Unis                             |
| 1916  | Intolerance                                                  | D. W. Griffith                    | Howard Gaye            | États-Unis                             |
| 1916  | Christus                                                     | Giulio Antamoro                   | Alberto Pasquali       | Italie                                 |
| 1917  | Judas                                                        | Febo Mari                         | M. Vannoti             | Italie                                 |
| 1918  | Restitution                                                  | Howard Gaye                       | Howard Gaye            | États-Unis                             |
| 1918  | Marie de Magdala                                             | Aldo Molinari                     | Guido Guiducci         | Italie                                 |
| 1919  | Redemption                                                   | Carmine Gallone                   | Alberto Pasquali       | Italie                                 |
| 1921  | Pages arrachées au livre de Satan                            | Carl Theodor Dreyer               | Halvard Hoff           | Danemark                               |
| 1923  | I.N.R.I.                                                     | Robert Wiene                      | Gregori Chmara         | Allemagne                              |
| 1927  | Le Roi des rois                                              | Cecil B. DeMille                  | H. B. Warner           | États-Unis                             |
| 1927  | L'Agonie de Jérusalem                                        | Julien Duvivier                   | Lionel Salem           | France                                 |
| 1928  | Jesus of Nazareth                                            | inconnu                           | Philip Van Loan        | États-Unis                             |
| 1930  | L'Âge d'or                                                   | Luis Buñuel                       | Inconnu                | France                                 |
| 1935  | Golgotha                                                     | Julien Duvivier                   | Robert Le Vigan        | France                                 |
| 1942  | Jésus de Nazareth                                            | José Díaz Morales                 | José Cibrián           | Mexique                                |
| 1946  | Maria de Magdala                                             | Miguel Contreras Torres           | Luis Alcoriza          | Mexique                                |
| 1948  | Reina de reinas: La Virgen María                             | Miguel Contreras Torres           | Luis Alcoriza          | Mexique                                |
| 1950  | Mater dei                                                    | Emilio Cordero                    | Giorgio Constantini    | Italie                                 |
| 1951  | The Living Christ Series                                     | John T. Coyle                     | Robert Wilson          | États-Unis                             |
| 1952  | Le Martyr du calvaire                                        | Miguel Morayta                    | Enrique Rambal         | Espagne                                |
| 1953  | La Tunique                                                   | Henry Koster                      | Donald C. Klune        | États-Unis                             |
| 1953  | I Beheld His Glory (TV)                                      | John T. Coyle                     | Robert Wilson          | États-Unis                             |
| 1954  | Day of Triumph                                               | John T. Coyle                     | Robert Wilson          | États-Unis                             |
| 1954  | Le Fils de l'homme                                           | Virgilio Sabel                    | Eugenio Valenti        | Italie                                 |
| 1954  | Le Baiser de Judas                                           | Rafael Gil                        | Gabriel Alcover        | Espagne                                |
| 1958  | The Power of the Resurrection                                | Harold D. Schuster                | Jon Shepodd            | États-Unis                             |
| 1959  | Le Rédempteur                                                | Joseph I. Breen                   | Luis Álvarez           | Espagne / États-Unis                   |
| 1959  | Ben-Hur                                                      | William Wyler                     | Claude Heater          | États-Unis                             |
| 1961  | Le Roi des rois                                              | Nicholas Ray                      | Jeffrey Hunter         | États-Unis                             |
| 1961  | Barabbas                                                     | Richard Fleischer                 | Roy Mangano            | Italie / États-Unis                    |
| 1963  | Le Mystère de la Passion                                     | Manoel de Oliveira                | Nicolau Nunes Da Silva | Portugal                               |
| 1963  | La ricotta                                                   | Pier Paolo Pasolini               | Inconnu                | Italie                                 |
| 1964  | L'Évangile selon saint Matthieu                              | Pier Paolo Pasolini               | Enrique Irazoqui       | Italie                                 |
| 1965  | La Plus Grande Histoire jamais contée                        | George Stevens                    | Max von Sydow          | États-Unis                             |
| 1969  | La Voie lactée                                               | Luis Buñuel                       | Bernard Verley         | France / Allemagne de l'Ouest / Italie |
| 1971  | Jesús, nuestro Señor                                         | Miguel Zacarías                   | Claudio Brook          | Mexique                                |
| 1973  | Gospel Road                                                  | Robert Elfstrom                   | Robert Elfstrom        | États-Unis                             |
| 1973  | Jesus Christ Superstar                                       | Norman Jewison                    | Ted Neeley             | États-Unis                             |
| 1973  | Godspell                                                     | David Greene                      | Victor Garber          | États-Unis                             |
| 1975  | Le Messie                                                    | Roberto Rossellini                | Pier Maria Rossi       | Italie                                 |
| 1977  | Jésus de Nazareth (TV)                                       | Franco Zeffirelli                 | Robert Powell          | Italie/ Royaume-Uni                    |
| 1978  | La Passion (TV)                                              | Raoul Sangla                      | Alain Claessens        | France                                 |
| 1979  | Jésus                                                        | Peter Sykes / John Krish          | Brian Deacon           | États-Unis                             |
| 1979  | In Search of Historic Jesus                                  | Henning Schellerup                | John Rubinstein        | États-Unis                             |
| 1979  | Monty Python : La Vie de Brian                               | Terry Jones                       | Kenneth Colley         | Royaume-Uni                            |
| 1980  | The Day Christ Died (TV)                                     | James Cellan Jones                | Chris Sarandon         | États-Unis                             |
| 1981  | Le Larron                                                    | Pasquale Festa Campanile          | Claudio Cassinelli     | Italie                                 |
| 1981  | La Folle Histoire du monde                                   | Mel Brooks                        | John Hurt              | États-Unis                             |
| 1985  | A.D. - Anno Domini (TV)                                      | Stuart Cooper                     | Michael Wilding Jr.    | États-Unis                             |
| 1987  | L'Enfant (TV) Un bambino di nome Gesù                        | Franco Rossi                      | Alessandro Gassmann    | Italie                                 |
| 1988  | La Dernière Tentation du Christ                              | Martin Scorsese                   | Willem Dafoe           | États-Unis                             |
| 1989  | Jésus de Montréal                                            | Denys Arcand                      | Lothaire Bluteau       | Canada                                 |
| 1991  | Johannes-Passion                                             | Hugo Niebeling                    | Christoph Quest        | Allemagne                              |
| 1993  | Johannes-Passion                                             | Regardt van den Bergh             | Bruce Marchiano        | Afrique du Sud                         |
| 1995  | Marie de Nazareth                                            | Jean Delannoy                     | Didier Bienaimé        | France                                 |
| 1999  | Marie, mère de Jésus (TV)                                    | Kevin Connor                      | Christian Bale         | États-Unis                             |
| 1999  | Jésus (TV)                                                   | Roger Young                       | Jeremy Sisto           | États-Unis                             |
| 1999  | Jésus (TV)                                                   | Serge Moati                       | Arnaud Giovaninetti    | France                                 |
| 2000  | Jesus Christ Superstar (TV)                                  | Gale Edwards                      | Glenn Carter           | États-Unis                             |
| 2000  | Il était une fois Jésus                                      | Derek Hayes et Stanislav Sokolov  | Ralph Fiennes          | Royaume-Uni / Russie                   |

## XXIesiècle
| Année | Titre                        | Réalisateur                    | Rôle de Jésus        | Pays                 |
| ----- | ---------------------------- | ------------------------------ | -------------------- | -------------------- |
| 2001  | La Croix (TV)                | Lance Tracy                    | Larry Salberg        | États-Unis           |
| 2001  | Judas (TV)                   | Raffaele Mertes                | Danny Quinn          | États-Unis           |
| 2001  | Close to Jesus: Thomas (TV)  | Raffaele Mertes                | Danny Quinn          | États-Unis           |
| 2003  | The Gospel of John           | Philip Saville                 | Henry Ian Cusick     | Canada / Royaume-Uni |
| 2003  | Maria - Mãe do Filho de Deus | Moacyr Góes                    | Luigi Baricelli      | Brésil               |
| 2004  | Judas (TV)                   | Charles Robert Carner          | Jonathan Scarfe      | États-Unis           |
| 2004  | La Passion du Christ         | Mel Gibson                     | Jim Caviezel         | États-Unis / Italie  |
| 2006  | La sacra famiglia (TV)       | Raffaele Mertes                | Brando Pacitto       | Italie               |
| 2013  | La Bible (The Bible) (TV)    | Roma Downey, Mark Burnett      | Diogo Morgado        | États-Unis           |
| 2014  | Son of God                   | Christopher Spencer            | Diogo Morgado        | États-Unis           |
| 2015  | Histoire de Judas            | Rabah Ameur-Zaïmeche           | Nabil Djedouani      | France               |
| 2015  | A.D. (TV)                    | Roma Downey et Mark Burnett    | Juan Pablo di Pace   | États-Unis           |
| 2016  | La Résurrection du Christ    | Kevin Reynolds                 | Cliff Curtis         | États-Unis           |
| 2016  | The Real O'Neals (TV)        | David Windsor et Casey Johnson | Jeremy Lawson        | États-Unis           |
| 2016  | Ben-Hur                      | Timur Bekmambetov              | Rodrigo Santoro      | États-Unis           |
| 2017  | The Chosen (série télévisée) | Dallas Jenkins (en)            | Jonathan Roumie (en) | États-Unis           |
| 2018  | Marie Madeleine              | Garth Davis                    | Joaquin Phoenix      | Angleterre           |